# Liste der Kulturdenkmale in Neugreußnig
In der Liste der Kulturdenkmale in Neugreußnig sind die Kulturdenkmale des Döbelner Ortsteils Neugreußnig verzeichnet, die bis Oktober 2022 vom Landesamt für Denkmalpflege Sachsen erfasst wurden (ohne archäologische Kulturdenkmale). Die Anmerkungen sind zu beachten.
Diese Aufzählung ist eine Teilmenge der Liste der Kulturdenkmale in Döbeln.

## Neugreußnig
| Bild                                    | Bezeichnung                                       | Lage                       | Datierung | Beschreibung | ID       |
| --------------------------------------- | ------------------------------------------------- | -------------------------- | --------- | --- | -------- |
| Direkt Bild zu diesem Denkmal hochladen | Zollhaus                                          | Am Zollhaus 1b (Karte)     | Um 1870   | In straßenbildprägender Lage stehender Putzbau von ortsgeschichtlicher und regionalgeschichtlicher Bedeutung. Eingeschossig mit Drempel, Satteldach (neu gedeckt), gekehlte Fenstergewände, neue Fenster, originale Haustür. 1859 wurde das als Ebersbacher Einnehmerhäuschen bekannte Chausseehaus im Zusammenhang mit dem Bau der Talstraße Roßwein–Döbeln als standardisierter Typenbau errichtet. Diese als Chausseehäuser, auch Chausseegeldeinnehmerhäuser oder Chaussee-Einnehmerhäuser bezeichneten Häuser sind die Wohn- und Dienstgebäude der Chausseewärter und deren Familien. Sie entstanden im Zusammenhang mit dem Ausbau von Straßen und Wegen zu Chausseen Ende des 18. bis ins 19. Jahrhundert hinein. Die Chausseewärter hatten die Aufsicht über einen bestimmten Chausseeabschnitt und nahmen das sogenannte Chausseegeld ein, welches dem Erhalt der Straße diente. In Sachsen erteilte Napoleon den Befehl zum Ausbau der Straßen zu Chausseen. Etwa im Abstand der Kursächsischen Postmeilensäulen wurden Chausseehäuser mit Schlagbäumen errichtet, an denen dann die Fuhrleute Chausseegeld zu zahlen hatten. Die Brücken- und Chausseegeldpflicht wurde in Sachsen erst zum Jahresende 1885 aufgehoben. In diesem Zusammenhang wird auch das auf der Gemarkung Ebersbach stehende Einnahmehaus seine Ursprungsfunktion verloren haben. Danach bis heute wurde es als privates Wohnhaus genutzt. Seit 1991 erfolgte eine denkmalgerechte Sanierung des seit 1982 unter Denkmalschutz stehenden Hauses. Der Typenbau erhebt sich über einen längsrechteckigen Grundriss als eingeschossiger Putzbau mit Mittelrisalit. Der Sockel wurde als Natursteinmauerwerk ausgebildet. Prägend für das Gebäude sind die zarten Überschlaggesimse über den Fensteröffnungen und der Türöffnung. Das eingeschossige Gebäude verfügt über ein Drempelgeschoss mit kleinen Rechteckfenstern, der eine Nutzung des Dachraums ermöglichte. Original erhalten blieb eine Wappendarstellung des Königreiches Sachsen mit durch die sächsische Raute geteiltem Schild, Krone und dem Hausorden der Rautenkrone, welche über den Fenstern des Mittelrisalites eingelassen wurde. Das Gebäude gehört zu den authentischsten Zolleinnahmehäuschen im Landkreis Mittelsachsen. Hierdurch erlangt das Haus eine große Bedeutung für die Verkehrsgeschichte Sachsens. Weiterhin ist es auch ein gut erhaltenes Beispiel des Bauhandwerks seiner Entstehungszeit, woraus sich auch eine baugeschichtliche Bedeutung ableitet. | 09207541 |
| Direkt Bild zu diesem Denkmal hochladen | Denkmal für die Gefallenen des Ersten Weltkrieges | An der Hauptstraße (Karte) | Nach 1918 | Von ortsgeschichtlicher Bedeutung. Granitstele mit polierter Front. Inschrift: Namen der Gefallenen und „Ihren gefallenen Helden in Dankbarkeit die Gemeinden Ebersbach und Greussnig“. | 09207526 |

## Tabellenlegende
- Bild: Bild des Kulturdenkmals, ggf. zusätzlich mit einem Link zu weiteren Fotos des Kulturdenkmals im Medienarchiv Wikimedia Commons. Wenn man auf das Kamerasymbol klickt, können Fotos zu Kulturdenkmalen aus dieser Liste hochgeladen werden:
- Bezeichnung: Denkmalgeschützte Objekte und ggf. Bauwerksname des Kulturdenkmals
- Lage: Straßenname und Hausnummer oder Flurstücknummer des Kulturdenkmals. Die Grundsortierung der Liste erfolgt nach dieser Adresse. Der Link (Karte) führt zu verschiedenen Kartendiensten mit der Position des Kulturdenkmals. Fehlt dieser Link, wurden die Koordinaten noch nicht eingetragen. Sind diese bekannt, können sie über ein Tool mit einer Kartenansicht einfach nachgetragen werden. In dieser Kartenansicht sind Kulturdenkmale ohne Koordinaten mit einem roten bzw. orangen Marker dargestellt und können durch Verschieben auf die richtige Position in der Karte mit Koordinaten versehen werden. Kulturdenkmale ohne Bild sind an einem blauen bzw. roten Marker erkennbar.
- Datierung: Baubeginn, Fertigstellung, Datum der Erstnennung oder grobe zeitliche Einordnung entsprechend des Eintrags in der sächsischen Denkmaldatenbank
- Beschreibung: Kurzcharakteristik des Kulturdenkmals entsprechend des Eintrags in der sächsischen Denkmaldatenbank, ggf. ergänzt durch die dort nur selten veröffentlichten Erfassungstexte oder zusätzliche Informationen
- ID: Vom Landesamt für Denkmalpflege Sachsen vergebene, das Kulturdenkmal eindeutig identifizierende Objekt-Nummer. Der Link führt zum PDF-Denkmaldokument des Landesamtes für Denkmalpflege Sachsen. Bei ehemaligen Kulturdenkmalen können die Objektnummern unbekannt sein und deshalb fehlen bzw. die Links von aus der Datenbank entfernten Objektnummern ins Leere führen. Ein ggf. vorhandenes Icon  führt zu den Angaben des Kulturdenkmals bei Wikidata.